# ノイエリ・レイトゥフィア
ノイエリ・レイトゥフィア（Neueli Leitufia、2001年10月24日 - ）は、サモアのラグビーユニオン選手。

## プロフィール
- サモア・アピア出身[1]。
- ポジションはセンター(CTB)。
- 身長 167cm、体重 65kg

## 略歴
2024年、パリ2024五輪の7人制サモア代表に選ばれた。